# Leptogorgia diffusa
Leptogorgia diffusa is een zachte koraalsoort uit de familie Gorgoniidae. De koraalsoort komt uit het geslacht Leptogorgia. Leptogorgia diffusa werd in 1868 voor het eerst wetenschappelijk beschreven door Verrill. 